# Adoretus bengalensis
Adoretus bengalensis är en skalbaggsart som beskrevs av Brenske 1893. Adoretus bengalensis ingår i släktet Adoretus och familjen Rutelidae. Inga underarter finns listade i Catalogue of Life.